# Sauvage Pellucidar
Sauvage Pellucidar (titre original : Savage Pellucidar) est le septième et dernier roman appartenant au cycle de Pellucidar écrit par Edgar Rice Burroughs. Pellucidar est un continent situé à l'intérieur de la Terre, auquel on accède par des ouvertures situées aux pôles Nord et Sud. Peuplé d'animaux préhistoriques et habité par des peuplades primitives, il a été découvert par David Innes, qui règne en empereur sur une fédération composée de quelques-uns de ces peuples (voir Au cœur de la Terre et L'empire de David Innes).

## Version originale
Avant d'être un roman, Sauvage Pellucidar fut un recueil de quatre nouvelles. La première nouvelle, qui s'est d'abord intitulée Hodon and O-aa a été écrite en 1940 et a été publiée dans le magazine Amazing Stories en février 1942 sous le titre The Return to Pellucidar. Puis sont parus successivement Men of the Bronze Age, publié dans Amazing Stories en mars 1942 et Tiger Girl, dans le même magazine en avril 1942. Ces trois premières nouvelles ont été republiées dans Amazing Stories Quaterly à la fin de 1942.
Bien qu'écrite en 1944, Savage Pellucidar, la dernière nouvelle, a paru dans Amazing Stories 19 ans plus tard, en novembre 1963. 
Les quatre nouvelles ont été republiées en livre sous le titre Savage Pellucidar en novembre 1963 par Canaveral Press, Inc.

## Éditions françaises
- Sauvage Pellucidar, Temps Futurs (1983).
- Sauvage Pellucidar in Le Cycle de Pellucidar 3, Lefrancq, 1997.

## Résumé du roman
David Innes, empereur de Pellucidar, veut monter une expédition guerrière contre la tribu de Suvi, qui vient de déclarer la guerre à celle de Kali, membre de la fédération. Il envoie Hodon le Véloce à Kali y rencontrer son roi afin d'organiser une attaque conjointe. À Kali, Hodon s'aperçoit trop tard que le village a déjà été envahi par les Suviens et il est capturé. Il réussit cependant assez vite à s'enfuir et, avec l'aide de la fille du roi de Kali, O-aa, tente d'avertir David du piège dans lequel on veut le faire tomber mais il est trop tard. De loin, il voit la troupe de son empereur tombée dans un guet-apens et David capturé. Il suit les Suviens jusqu'au village et là, toujours avec l'aide de O-aa, parvient à faire évader David.
Ils décident d'attendre la flotte de Ghak afin de prendre leur revanche sur Suvi. Un jour, Hodon et O-aa sont capturés par des hommes machérodes (hommes à dents de sabre) et emmenés dans leur grotte où ils font la connaissance d'un vieil homme, venu de la surface de la Terre et prisonnier là depuis des dizaines d'années. Avec l'aide de David et des hommes de Ghak, ils parviennent à s'évader avant d'être dévorés. Kali est alors reconquis et les Suviens battus à plate couture. 
Hodon s'aperçoit bientôt que O-aa a disparu. Elle a été enlevée par un insulaire qui veut l'emmener de force dans son île pour en faire sa femme. Dans le canot qui l'emmène, elle parvient à tuer son ravisseur mais elle est incapable de piloter le bateau qui part à la dérive vers des terres inconnues.
Pendant ce temps, à Sari, Abner Perry a fabriqué une montgolfière dans laquelle s'est embarquée Diane la Magnifique, femme de David. Mais Perry a oublié d'installer une attache et le ballon s'éloigne vers le sud. Après avoir survolé un détroit, il survole des terres inexplorées et finit par atterrir chez un peuple ayant atteint l'âge du bronze. Diane est emmenée dans leur ville de Lolo-lolo et installée comme déesse Noada dans le palais. La ville voisine et adverse de Tanga-tanga s'est également trouvée une déesse Noada. Il s'agit de O-aa dont le canot a finalement échoué sur cette terre.
De retour à Sari, David et Hodon ont appris ce qui s'était passé. Hodon a décidé de partir en bateau à la recherche de O-aa. David décide de tenter de suivre le chemin de Diane en montant dans un second ballon. Son périple l'entraîne à Tanga-tanga où O-aa a réussi à s'imposer comme déesse. Celle-ci présente David comme un dieu et c'est sous ce titre qu'il est accueilli par les habitants. Plus tard, ils peuvent repartir en paix après avoir institué un gouvernement favorable à Innes. 
Diane a eu moins de chance à Lolo-lolo où elle a dû faire face à une révolution de palais. Elle est parvenue à s'enfuir avec le roi déchu, Gamba, en se déguisant en grand prêtre et en empruntant une pirogue. Ils abordent sur une île où les habitants, les Tandors, les capturent et en font leurs esclaves. Les Tandors ont ceci de particulier qu'ils apprivoisent des tigres à dent de sabres et s'en servent comme chiens de garde. Plus tard, le bateau de Hodon accoste à l'île et Diane est sauvée par le guerrier sarien. 
La flotte de Ghak, partie au secours de David, parvient finalement à Tanga-tanga. C'est avec ces hommes que David entreprend la conquête de Lolo-lolo. Là, il apprend la fuite de Diane. Il suit alors la côte avec l'un des bateaux dans l'espoir de la retrouver. Mais les Sariens, qui ne se sont jamais rendus aussi loin, prennent peur et veulent retourner chez eux. David n'a pas le choix de les reconduire chez eux par voie de terre. L'équipage du bateau, commandé par Ghak, reprend le chemin du retour. O-aa, qui a décidé de rester sur le bateau, n'a pas le choix de saurer bientôt à l'eau devant les demandes insistantes de deux des passagers. Elle réussit à aborder sur une île où elle est prise en charge par ses habitants jusqu'à l'arrivée de Hodon, dont le hasard l'a fait lui aussi aborder l'île. 
Diane retourne à Sari avec le bateau de Ghak. Hodon et O-aa retournent chez eux par voie de terre et parviennent à rattraper David. Quelques semaines plus tard, tout le monde se retrouve à Sari où Hodon et O-aa, tombés amoureux l'un de l'autre, peuvent s'épouser.